# Dendromus nyikae
Dendromus nyikae és una espècie de mamífer rosegador de la família dels nesòmids. Viu a Angola, la República Democràtica del Congo, Malawi, Moçambic, Sud-àfrica, Tanzània, Zàmbia i Zimbàbue. El seu hàbitat natural són els mosaics de bosc i herbassar. És una espècie en risc mínim, és a dir, no sembla que hi hagi cap amenaça significativa per a la seva supervivència. El seu nom específic, nyikae, significa ‘de Nyika’ en llatí.